# Ибрагим-бей Иналоглу
Ибрагим-бей (осман. إبراهيم بن إينال‎,тур. İbrahim Bey, правил:1098- 1110 годах; ум.1110 году ) правитель бейлика Иналогуллары из одноимённой династии.
Ибрагим был сыном основателя бейлика, Инала-бея. Летом 1098 года под началом эмира Кербоги Ибрагим принимал участие в осаде Антиохии, захваченной перед этим крестоносцами. Однако крестоносцам удалось обратить мусульманскую армию в бегство. В 1101 году  Кербога хотел захватить Амид и в союзе с Имадеддином Занги осадил город. Однако прочность стен города и помощь от Сукмана бен Артук спасли город. После этого  Ибрагим подчинился Мухаммеду Тапару, который боролся за трон Великих Сельджуков. Затем Ибрагим стал служить султану Кылыч-Арслану, который прибыл в Сильван (Мейяфарикин), чтобыправить анатолийским государством сельджуков. Однако  во время борьбы за господство в Мосуле против Великого Сельджукского Эмира Чавлы и его союзников Ибрагим покинул Кылыч-Арслана, как и другие восточные и юго-восточные анатолийские беи.  Кылыч-Арслан проиграл и при  попытке пересечь реку Хабур утонул (1107).

Некоторое время Ибрагим оставался независимым после смерти султана, но после того, как в 1108/09 году Сильван захватил Сукман аль-Кутби, Ибрагим подчинился ему. Год спустя он умер.